# 橋詰知久
橋詰知久（4月13日—），日本男性配音員，出生於日本兵庫縣，血型B型；隷屬於青二事務所。

## 生平
- A&G學院4期生。在電視動畫、遊戲等有廣泛活動。多擔當旁白和解說。
- 出身學校：A&G Academy 4期生
- 資格：MIDI檢定3級、普免
- 興趣：電子樂器、DTM、鼓
- 方言：關西腔

## 作品

### 演出作品
2008年
- 《守護甜心!!心跳》（黑衣人）
- 《泰坦尼亞》（士兵、操作員）
- 《美肌一族》（直升機飛行員）
- 《魔法使的條件～夏日的天空～》（中村一義）

2009年
- 《喵丸偵探基魯敏》（大造桑德斯）
- 《Pénélope》（郵遞員）
- 《豹頭王傳說》（ビウィス、蒙古兵、パロ市民、アグラーヤの民）
- 《守護甜心!!心跳》（客）
- 《ONE PIECE》（2009年 - 2019年、島民、獄卒、ギフターズ）

2010年
- 《數碼獸組合戰爭》（シーラモン、ベアモン、パンダモン、トループモン、メタルマメモンA）
- 《咎狗之血》（黑衣人）
- 《龍珠改》（警官）
- 《戰鬥之魂 少年激霸彈》（異界兵3）
- 《拳王創世紀1 影道篇》（教練、男性客A、觀眾C）
- 《海賊王》（獄卒）

2011年
- 《亞斯塔蘿黛的後宮玩具》（大臣A）
- 《迷糊軟網社》（男性教師）
- 《偵探歌劇 少女福爾摩斯 Summer Special》（違規停車的男人）
- 《數碼獸組合戰爭》（イガモン1、イビルモンB）
- 《數碼獸組合戰爭 邪惡的死亡指揮官與七個王國》（デビドラモンA、ハニービーモン、イビルモンB、メタルティラノモン、アノマロカリモン、ケンダルモンC、ドーベルモン、バルブモン）
- 《數碼獸組合戰爭 穿越時空的少年獵人們》（男A、中學生1、宅配員、応援団長、ゴブリモン3）
- 《爆丸》（少年巴特勒）
- 《便·當》（アラシD）

2012年
- 《聖鬥士星矢Ω》（學生、甲蟲兄）
- 《戰姬絕唱Symphogear》（部隊長、一課職員）
- 《數碼獸組合戰爭 穿越時空的少年獵人們》（男子C、慎太郎、バコモン3）
- 《火影忍者SD 李洛克的青春全力忍傳》（山賊A）
- 《要聽爸爸的話！》（小鳥游光信）
- 《Fate/Zero 2nd season》（米特里內斯）
- 《BRAVE10》（忍者）
- 《暴力宇宙海賊》（Master Dragon）
- 《直笛與雙背帶書包 Do♪》（警官B、學生的父親、男演員、通行人A）
- 《直笛與雙背帶書包 Re♪》（高校生E、男子學生B、敦史父、男性A、男子學生A）

2013年
- 《進擊的巨人》（貝爾托特·胡佛）

2014年
- 《相撲力士松太郎》（兄弟子）
- 《名偵探柯南》（淺川信平）

2015年
- 《黑街》（德里寇）
- 《進擊！巨人中學校》 （貝爾托特·胡佛）
- 《電波教師》（客A）

2017年
- 《進擊的巨人 Season 2》（貝爾托特·胡佛）
- 《ALL OUT!!》（佐野光）
- 《龍珠超》（強盜、男）

2018年
- 《進擊的巨人 Season 3》（貝爾托特·胡佛）

2019年
- 《進擊的巨人 Season 4》 （貝爾托特·胡佛）

2021年
- 《超凡的合租屋物語「Charisma」》

（性的先驅 天堂天彥）

## Web動畫
2015年
- 《聖鬥士星矢 黃金魂》（阿斯加德兵）

## OVA
2011年
- 《戰場的女武神3 為誰所受的槍傷》（達特）

2014年
- 《火星異種 BUGS2號篇》（提恩）

## 劇場版動畫
2014年至2018年
- 《進擊的巨人劇場版》系列（貝特霍爾德·胡佛）

## 遊戲
2009年
- 《假面騎士 Climax Heroes》
- 《激鬥傳說》

2010年
- 《CLOCK ZERO～終焉的一秒～》

2011年
- 《死神與少女》
- 《戰場的女武神3：塵封的硝煙》（埃利奧特·奧茨、達特）

2012年
- 《新·劍與魔法與學園 刻之學園》（尼祿）
- 《BINARY DOMAIN》
- 《女神異聞錄4黃金版》
- 《人中之龍5》（平民）

2013年至2018年
- 《真·三國無雙系列》《無雙OROCHI 蛇魔3》（法正）

2018年
- 《進擊的巨人2》（貝特霍爾德·胡佛）

2019年
- 《鬼哭之邦》（卡迦祈）

2022年
- 《狂飆騎士》HD-2D重製版（朧丸）

## 外部連結
- 事務所介紹 （页面存档备份，存于） （日語）
- 橋詰知久的X（前Twitter）

1. ↑  『声優グランプリ2008年12月号』 フレッシュ声優直筆名鑑 青二編、主婦の友社。